# Jardin des Serres d’Auteuil

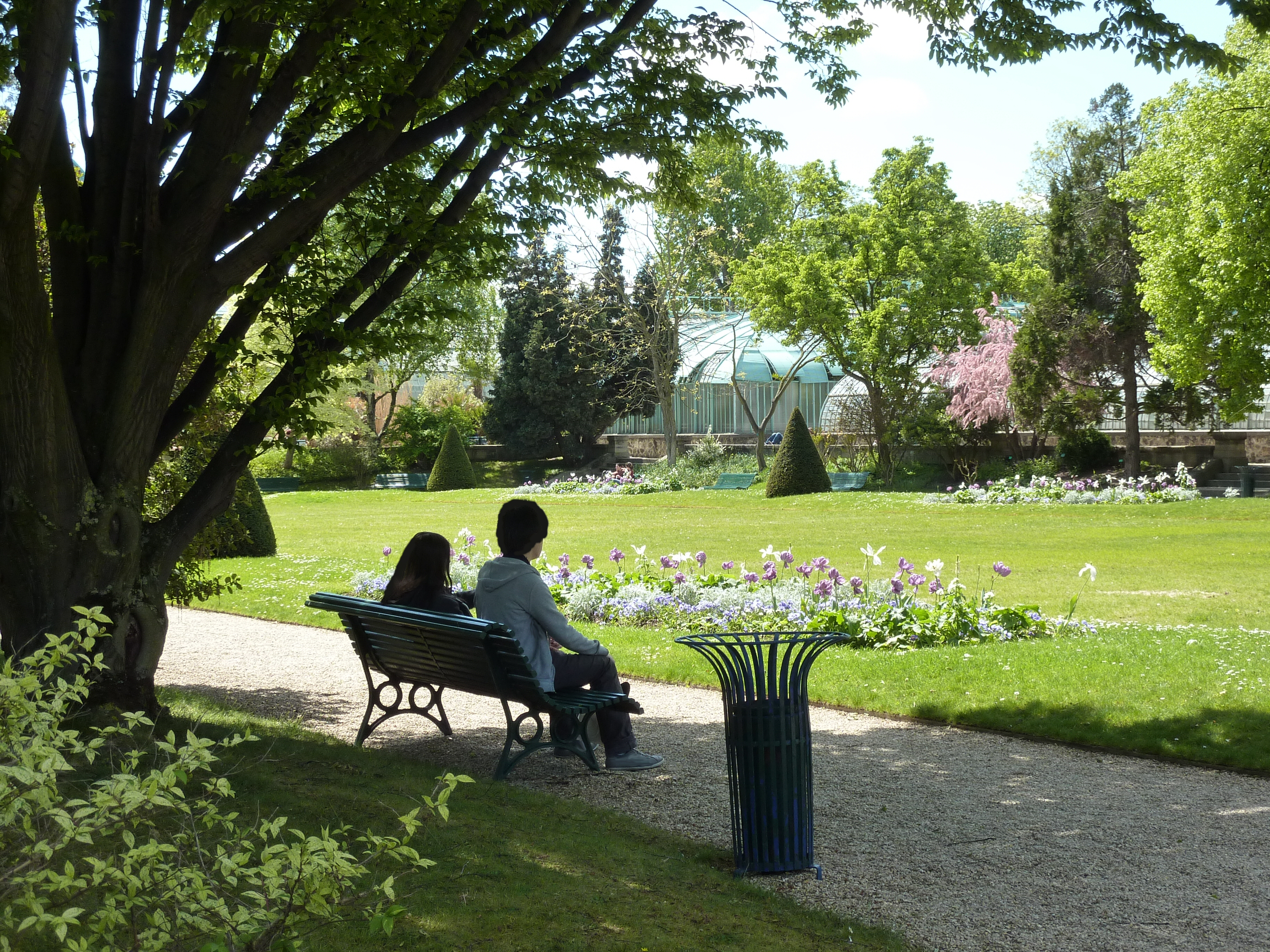
Jardin des Serres d’Auteuil

Der Jardin des Serres d’Auteuil („Garten der Gewächshäuser von Auteuil“) ist ein Teil der Botanischen Gärten der Stadt Paris. Er liegt im Bois de Boulogne, wurde von Jean Camille Formigé (1845–1926) entworfen und 1898 eingeweiht. Ursprünglich hieß er Jardin fleuriste municipal („Städtischer Blumengarten“), diente der massenhaften Pflanzenproduktion für Pariser Parkanlagen und war von Baumschulen umgeben.

## Sammlungen

Jardin des serres d'Auteuil, Paris.

Bemerkenswert ist u. a. die Sammlung endemischer Pflanzen des französischen Überseegebietes Neukaledonien (130 Taxa, z. B. mehrere Araukarienarten), von denen viele zum ersten Mal außerhalb ihrer Herkunftsinsel zu sehen sind. Des Weiteren ist die Sammlung von Nutzpflanzen der Sahelzone (55 Taxa) von besonderem Interesse.
Besonders stark sind die Familien der Orchideen (515 Taxa) und Bromeliengewächse (400 Taxa) vertreten. Ferner werden schwerpunktmäßig die Gattungen Begonia (580 Taxa), Caladium (130 Taxa), Ficus (120 Taxa), Peperomia (130 Taxa) und Philodendron (60 Taxa) gesammelt.